# John Beresford, 8. Marquess of Waterford

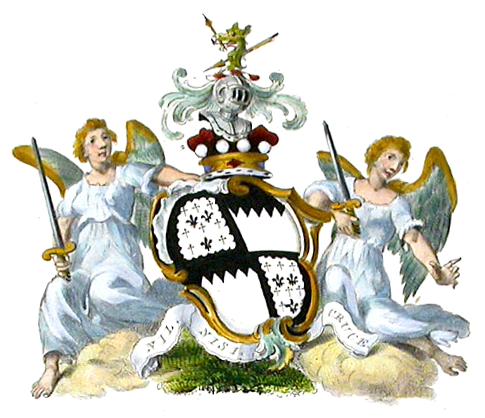
Wappen des Marquess of Waterford

John Hubert de la Poer Beresford, 8. Marquess of Waterford (* 14. Juli 1933; † 11. Februar 2015 auf Curraghmore House, Portlaw, Waterford) war ein irischer Peer und Politiker.

## Leben und Karriere
Er war der ältere Sohn von John Beresford, 7. Marquess of Waterford (1901–1934) und dessen Gattin Juliet Mary Lindsay (1904–1987). Er war noch ein Kleinkind als sein Vater 1934 bei einem Schießunfall starb und er dessen Adelstitel als Marquess of Waterford erbte.
Er besuchte das Eton College und diente anschließend als Lieutenant der Royal Horse Guards Supplementary Reserve in der British Army.
Er besaß Familienanwesen in Curraghmore bei Portlaw im County Waterford und Glenbridge Lodge bei Valleymount im County Wicklow. Er gehörte dem White’s Club an.
1957 heiratete er Lady Caroline Olein Geraldine Wyndham-Quin, Tochter von Richard Wyndham-Quin, 6. Earl of Dunraven and Mount-Earl, mit der er vier Kinder bekam:
- Henry Nicholas de la Poer Beresford, 9. Marquess of Waterford (* 1958)
- Lord Charles Richard de la Poer Beresford (* 1960)
- Lord James Patrick de la Poer Beresford (* 1965)
- Lady Alice Rose de la Poer Beresford (* 1970)

Nach seinem Tod erbte sein ältester Sohn Henry alle Titel.

## Mitgliedschaft im House of Lords
Mit seinem nachgeordneten Titel Baron Tyrone, of Haverfordwest in the County of Pembroke, in der Peerage of Great Britain war ein erblicher Sitz im House of Lords verbunden, den er nach Erreichen der Volljährigkeit einnahm. Er verlor seinen Parlamentssitz durch den House of Lords Act 1999. Für einen der verbleibenden Sitze trat er nicht an. Er gehörte der Hereditary Peerage Association nicht an.